# Parafia Najświętszej Rodziny w Zakopanem
Parafia Najświętszej Rodziny w Zakopanem – parafia rzymskokatolicka należąca do dekanatu Zakopane archidiecezji krakowskiej.
Do połowy XIX wieku jedynym budynkiem religijnym w Zakopanem była kapliczka na Pęksów Brzyzku, zbudowana w roku 1801; odprawiano tam nabożeństwa kilka razy w roku. W tym czasie wschodnia część Zakopanego należała do parafii w Szaflarach, a część zachodnia do parafii w Chochołowie. Granice pierwszej zakopiańskiej parafii zostały wytyczone dekretem z dnia 27 sierpnia 1845. Kościół parafialny został wybudowany w 1896, konsekrowany w 1899. Mieści się przy ulicy Krupówki.
Od roku 1999 parafia organizuje Archidiecezjalny Konkurs Kolęd i Pastorałek „Niech kolęduje z nami cały świat”.

## Proboszczowie parafii Najświętszej Rodziny
- 1848-1893 ks. Józef Stolarczyk
- 1894-1913 ks. prał. Kazimierz Kaszelewski
- 1913-1920 ks. Paweł Frelek
- 1920-1965 ks. prał. Jan Tobolak
- 1965-1989 ks. prał. Władysław Curzydło
- 1989-2011 ks. infułat Stanisław Olszówka
- 2011-nadal ks. kan. Bogusław Filipiak